# Bolsa de Comércio de Buenos Aires

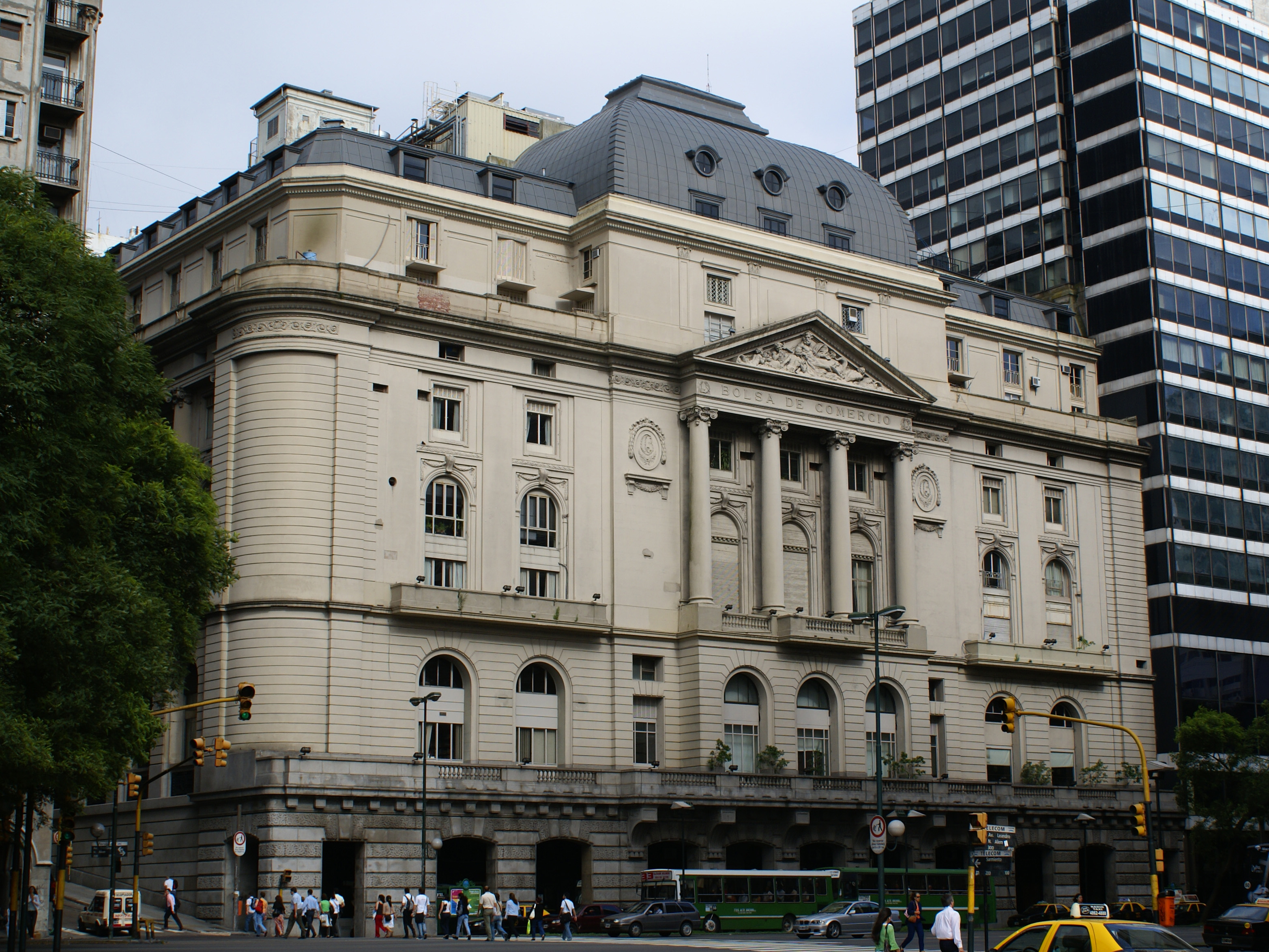
Edifício da BCBA.

A Bolsa de Comercio de Buenos Aires (BCBA), fundada em 10 de julho de 1854, é a principal bolsa de valores e centro financeiro da Argentina. Suas transações são basicamente de empresas, bens, divisas e futuros.